# Abborrsjön (Anundsjö socken, Ångermanland)
Abborrsjön är en sjö i Örnsköldsviks kommun i Ångermanland och ingår i Gideälvens huvudavrinningsområde. Sjön är 12,5 meter djup, har en yta på 0,253 kvadratkilometer och är belägen 357,2 meter över havet. Abborrsjön ligger i Hemlingsån Natura 2000-område.

## Delavrinningsområde
Abborrsjön ingår i det delavrinningsområde (707565-160944) som SMHI kallar för Utloppet av Abborrsjön. Medelhöjden är 384 meter över havet och ytan är 2,53 kvadratkilometer. Det finns inga avrinningsområden uppströms utan avrinningsområdet är högsta punkten. Vattendraget som avvattnar avrinningsområdet har biflödesordning 3, vilket innebär att vattnet flödar genom totalt 3 vattendrag innan det når havet efter 93 kilometer. Avrinningsområdet består mestadels av skog (85 procent). Avrinningsområdet har 0,25 kvadratkilometer vattenytor vilket ger det en sjöprocent på 10 procent.